# Tronada
|  | Per a altres significats, vegeu Tempesta elèctrica o La Tronada (revista). |

La Tronada és un dels actes de la festa major de Sant Pere a Reus, que consisteix en l'explosió de potents artefactes, els mascles o morters, plens de pólvora i col·locats a una distància d'uns tres metres un de l'altre, que donen el tomb a la plaça del Mercadal de Reus (la plaça on hi ha l'Ajuntament), que és quadrada, fins a arribar davant mateix de l'ajuntament on un grup de 9 artefactes concentrats en un quadrat reduït provoca una explosió final molt forta.

## Història
Antoni de Bofarull en fa una descripció recordant com era la Tronada en la seva joventut: «Se diu Tronada perquè atrona i atrona, y se diu Tronada perque te Trons […] també dits mascles, que es tradueixen per ‘morteretes’ […] Consisteix la tronada a fer entorn de la plassa un gran reguer o regatera, com allí diuen, de pólvora, colocant de tant en tant un de dits mascles alternant ab trons petits fets de pirotècnic, y al cap de vall la regatera pren forma de estrella, en cada una de las puntas de la qual hi ha un mascle […] y al centro lo més gros de tots…»
La Tronada és una forma pirotècnica festiva que es relaciona amb l'antic costum de disparar armes de foc (fusells o canons) per anunciar una festa, o per celebrar situacions concretes: l'arribada d'un personatge important al poble, el pas de la imatge del sant patró per la plaça. Consisteix actualment en un rec de pólvora al damunt de les lloses de la plaça del Mercadal, on es posen a intervals, una trentena de peces anomenades mascles o morters i també trons. La pólvora dibuixa un quadrat a l'entorn de la plaça, des de davant de l'Ajuntament fins quasi al punt inicial. A l'últim tram hi ha un quadrat que inclou diferents motius segons el disseny del pirotècnic. Els trons, de ferro, i actualment d'acer, es preparen de forma manual, amb pólvora negra i pólvora de mina, i s'atacona amb rajolí, o pols de rajola perquè la pólvora peti dins de l'artefacte i faci el soroll característic que té.
La primera Tronada documentada és del 1677. La comunitat de preveres de la Prioral de sant Pere per la festa de la seva patrona, Santa Susanna, tira una tronada, acompanyada amb cobla de tres quartans, quatre cors, pa beneït i diversos elements festius. Des de llavors, els gremis, el municipi i alguns particulars organitzen tronades per les festes pròpies del gremi o de la ciutat. La Tronada es consolidà i la documentació parla de les dues funcions que tenia: indicar l'inici de la celebració o destacar-ne els elements culminants.
La Tronada, junt amb la Mulassa i els Gegants, es va mantenir quan els gremis van desaparéixer al llarg del segle xix i es va perdre el Seguici Festiu de la ciutat. S'utilitzava per a la Festa Major, però també en festes de barri, solemnitats religioses i moltes vegades en solemnitats de tipus civil. Per exemple el "feliç part de la Reina Isabel II" (1852) i la promulgació del matrimoni civil a Reus (1870). I també s'encenien per carnaval, en el moment d'arribada del rei Carnestoltes. S'incorporaren tronades a les Fires d'octubre de la ciutat a partir de 1883. Al segle xx les trobem centrades en la Festa Major, en nombre variable, fins a cinc, i en les festes de la Mare de Déu de Misericòrdia, com la coronació canònica de 1904. Se'n van tirar també pel 125è aniversari de l'arribada del ferrocarril el 1981, o per l'arribada de la torxa olímpica el 1992.

## La Tronada avui
Durant la Festa Major de Sant Pere s'avien quatre tronades a Reus.
La primera té lloc el dia en què es fa el pregó de la festa major i està formada per morters de poca potència en relació amb les altres tronades. L'acostuma a encendre la persona que fa el pregó de la festa.
La segona té lloc el dia 28 de juny just després de les Completes i quan el seguici festiu ha passat per davant de l'Ajuntament i hi arriba la corporació i la imatge de sant Pere. Aquesta Tronada és la més potent de les que es fan. Encén la Tronada la persona que l'alcalde convida, acompanyada pel regidor o regidora de Cultura i tres membres dels Guardadors de la Tronada. L'alcalde fa un senyal per a encendre la Tonada des del balcó de l'ajuntament amb un mocador blanc. L'any 1951, després de la Guerra Civil espanyola, tres reusencs inquiets (Ramon Rodon Constantí, Pere Balagué Martorell i Antoni Sardà Moltó) crearen l'associació 'confraria' Guardadors de la Tronada, amb l'objectiu d'assegurar-ne la seva continuïtat, en un moment en què l'ancestral tradició perillava per la delicada situació econòmica municipal.
La tercera es produeix el dia de Sant Pere, el 29 de juny a dos quarts de dotze del matí. L'encén l'alcalde o la persona que convidi.
La quarta es produeix el dia de Sant Pere al vespre després que el Seguici Festiu de Reus hagi arribat a la plaça del Mercadal i s'encén just quan la imatge de Sant Pere passa per davant de l'Ajuntament de la ciutat. Aquesta tronada és la segona més potent. L'encén l'alcalde o la persona que hagi convidat a fer-ho.

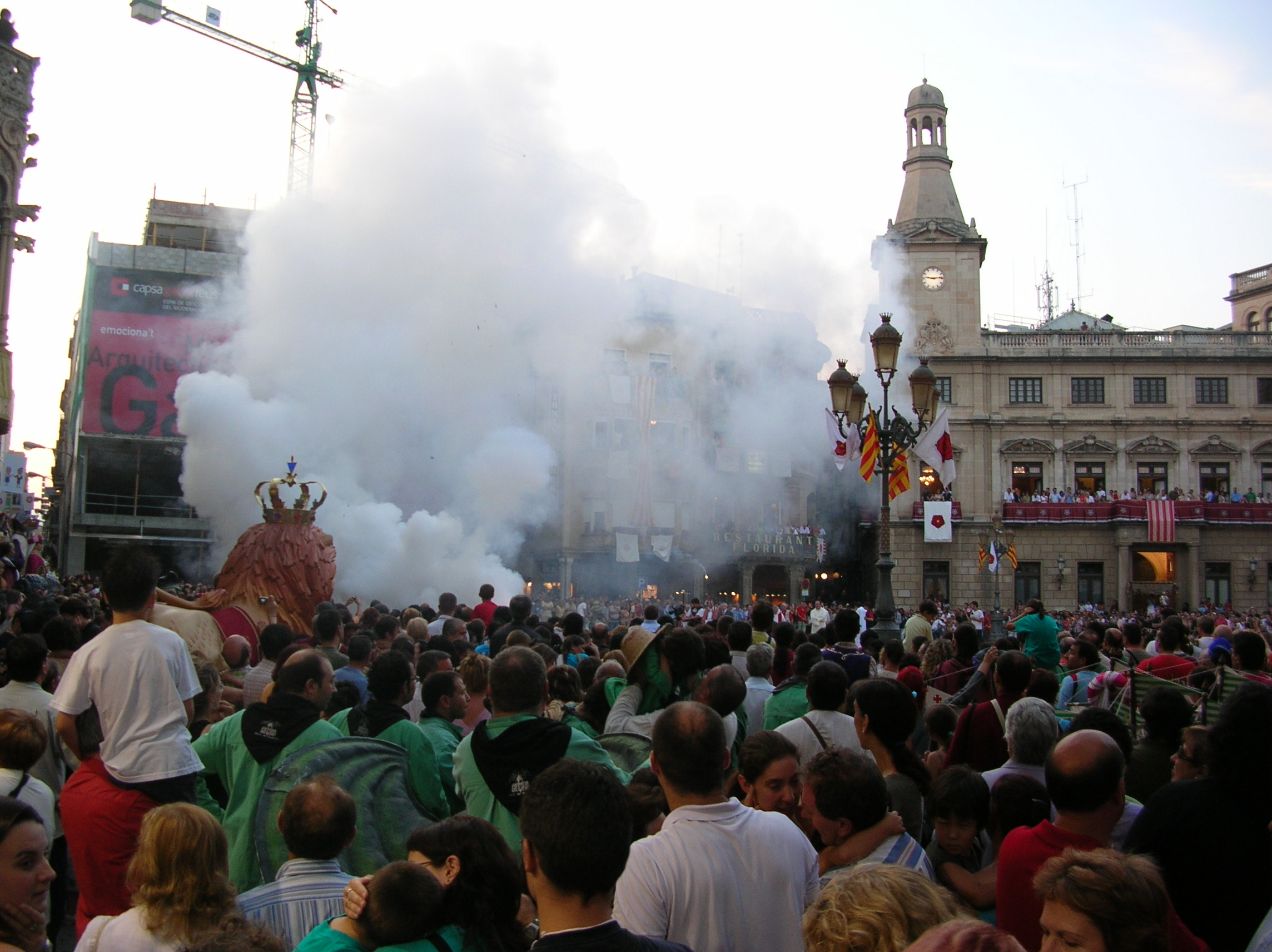
La Tronada de Reus (principi)
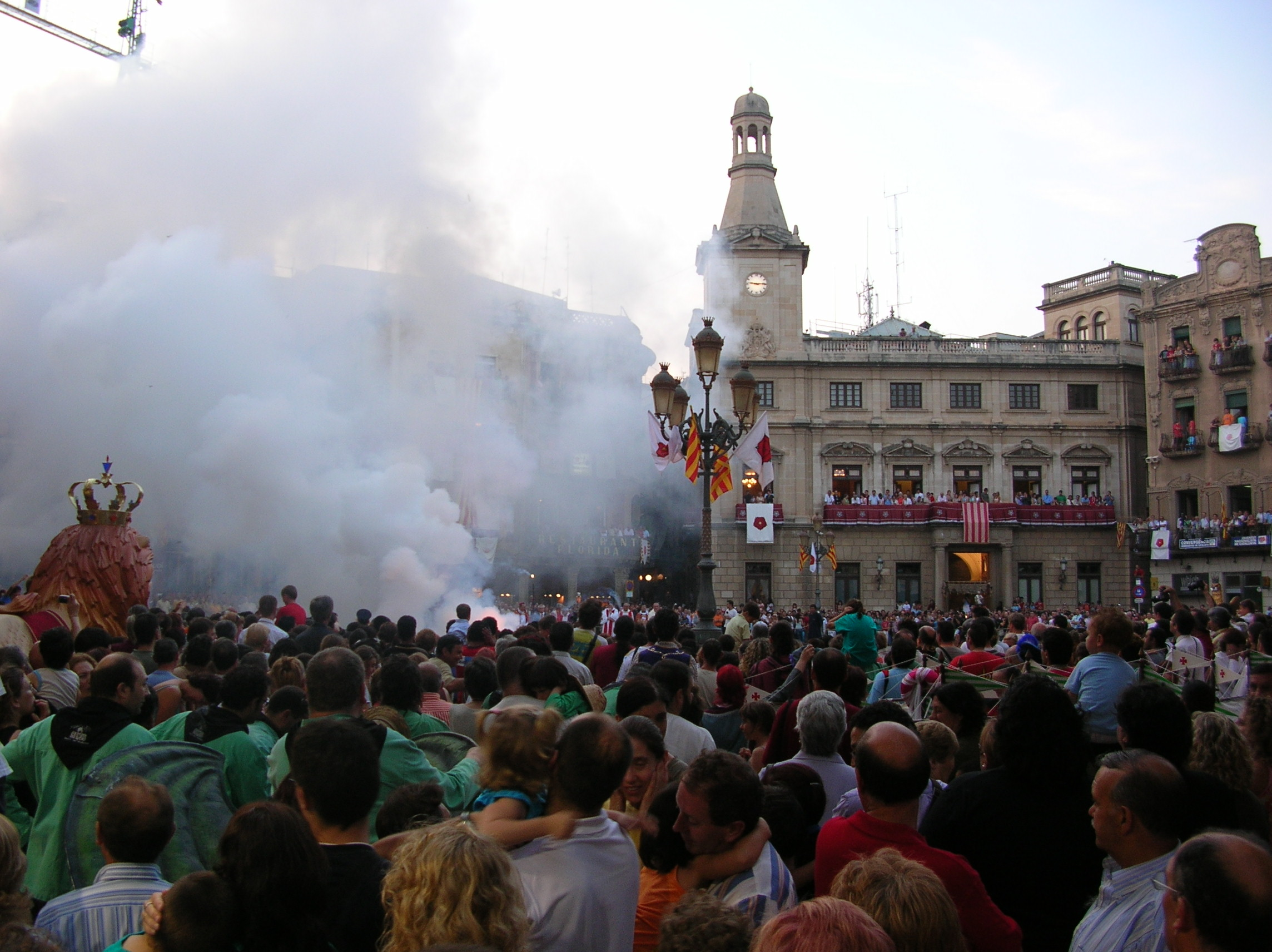
La Tronada de Reus (quasi meitat)
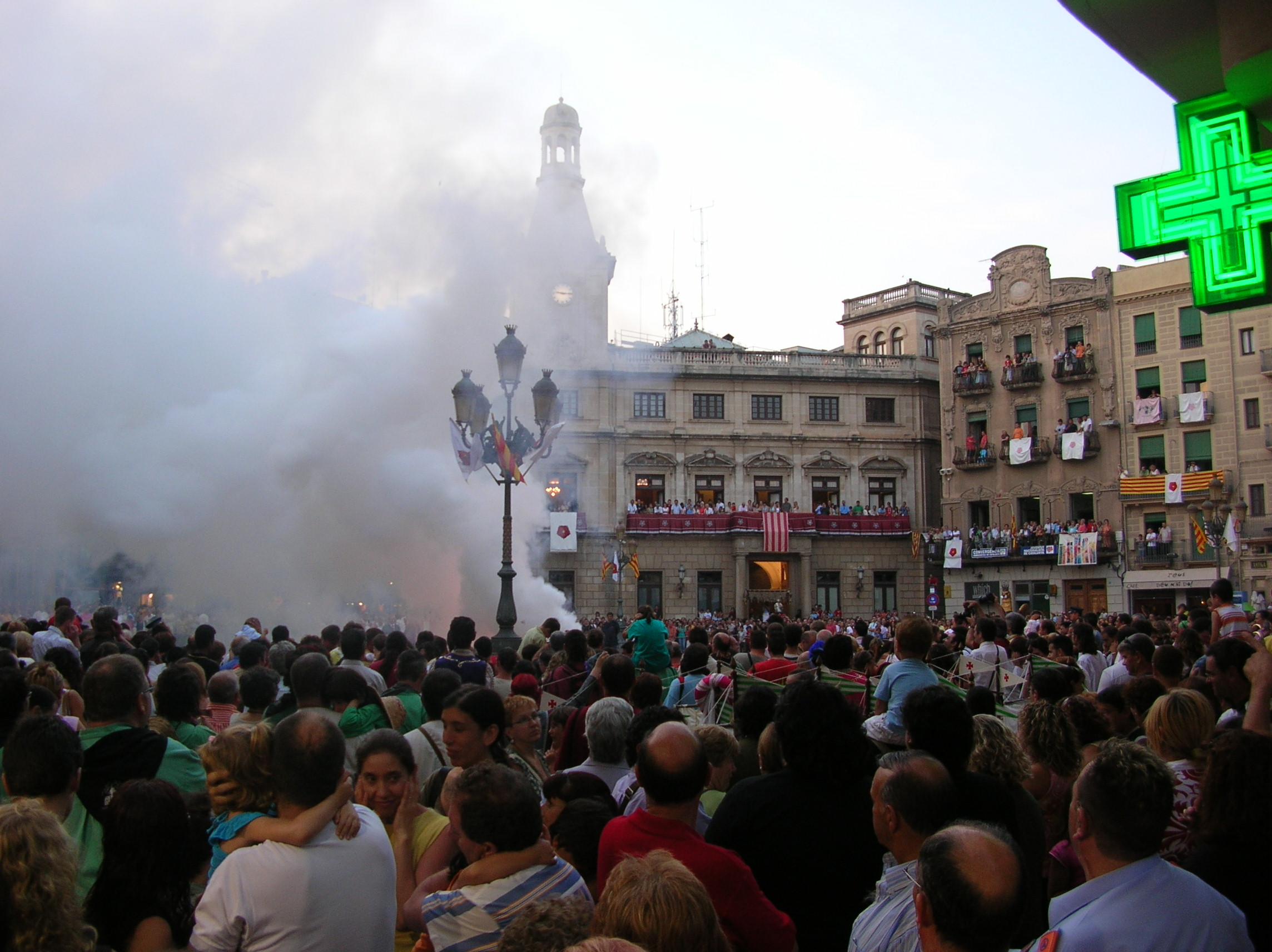
La Tronada de Reus (meitat)
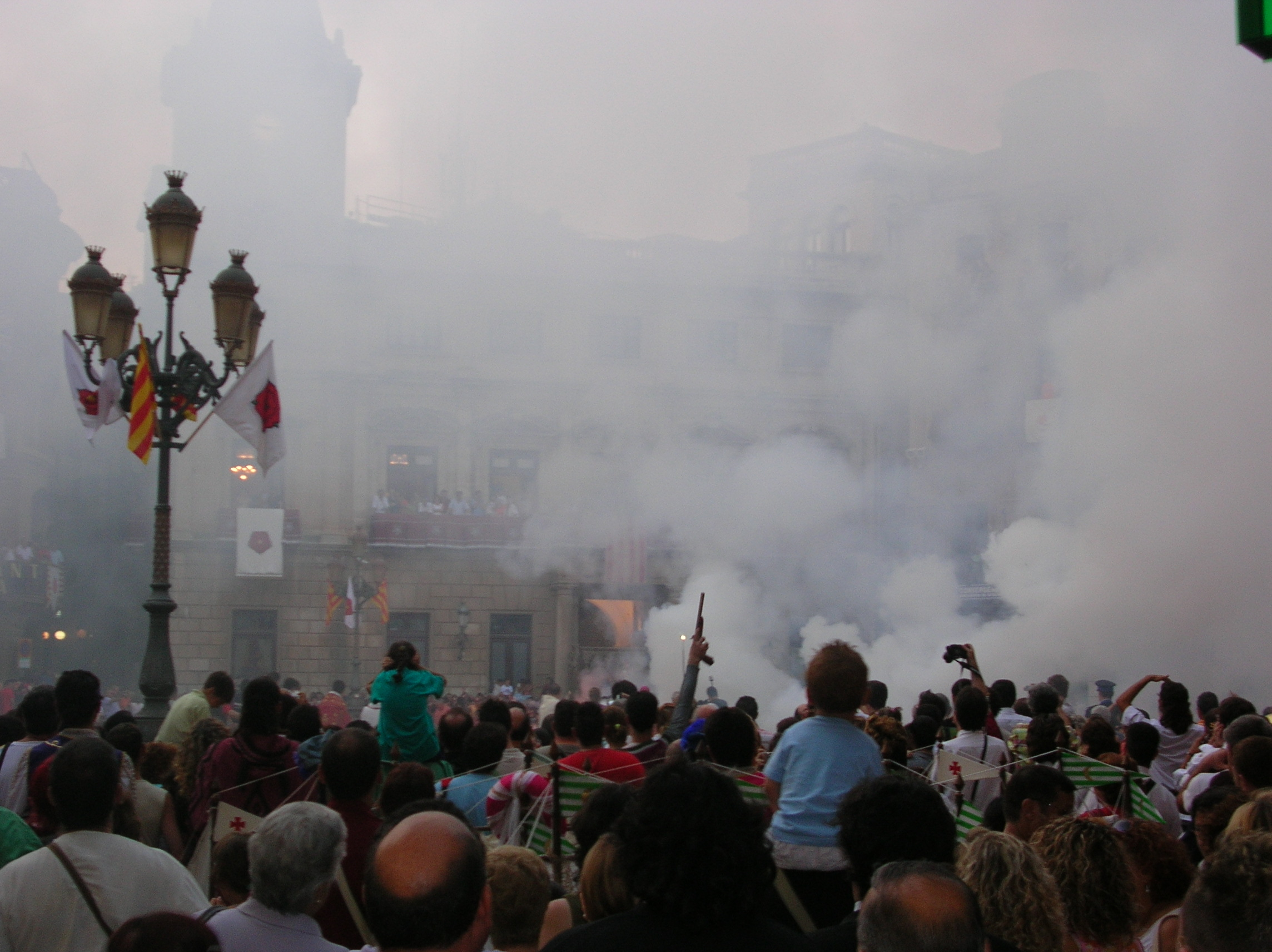
La Tronada de Reus (final)